# Eleccions generals d'Angola de 2022
Està previst que se celebrin eleccions generals a Angola el 24 d'agost de 2022 per a elegir al President i l'Assemblea Nacional. L'actual president João Lourenço era elegible per a un mandat més. El president en funcions, João Lourenço i el seu partit, el MPLA, van ser declarats guanyadors de les eleccions generals d'Angola.

## Sistema electoral
Els 220 membres de l'Assemblea Nacional són triats per dos mètodes; 130 són triats per representació proporcional de llista tancada en una sola circumscripció nacional, amb escons assignats proporcionalment. 90 són elegits en 18 districtes electorals de cinc escons, utilitzant el mètode d'Hondt. Els votants han de tenir almenys 18 anys d'edat, no estar en bancarrota, ni tenir una condemna penal, doble ciutadania o haver estat declarats bojos. Els candidats han de tenir almenys 35 anys.
El president és escollit per vot simultani majoritari per al mateix període que l'Assemblea, i pot servir un màxim de dos períodes. Cada partit participant nomina com a candidat presidencial posant-lo el primer de la seva llista, i ha d'estar clarament identificat en la papereta electoral. El cap de llista del partit que rep la major quantitat de vots és elegit President d'Angola d'acord amb la constitució de 2010.

## Candidatures
Vuit partits estaran en la papereta de les eleccions:
| Partit/Coalició | Partit/Coalició | Partit/Coalició                                                                                               | Posició política | Candidat               | Resultats 2017 | Resultats 2017 |
| Partit/Coalició | Partit/Coalició | Partit/Coalició                                                                                               | Posició política | Candidat               | Vots (%)       | Escons         |
| --------------- | --------------- | --- | ---------------- | ---------------------- | -------------- | -------------- |
|                 | MPLA            | Moviment Popular per a l'Alliberament d'Angola Movimento Popular de Libertação de Angola                      | centreesquerra   | João Lourenço          | 61.1%          | 150 / 220      |
|                 | UNITA           | Unió Nacional per a la Independència Total d'Angola União Nacional para a Independência Total de Angola       | centredreta      | Adalberto Costa Júnior | 26.7%          | 51 / 220       |
|                 | CASA–CE         | Convergència Àmplia per a la Salvació d'Angola Convergência Ampla de Salvação de Angola – Coligação Eleitoral | centreesquerra   | Manuel Fernandes       | 9.5%           | 16 / 220       |
|                 | PRS             | Partit de Renovació Social Partido de Renovação Social                                                        | centreesquerra   | Benedito Daniel        | 1.4%           | 2 / 220        |
|                 | FNLA            | Front Nacional per a l'Alliberament d'Angola Frente Nacional de Libertação de Angola                          | centredreta      | Ngola Kabangu          | 0.9%           | 1 / 220        |
|                 | APN             | Aliança Patriòtica Nacional (Angola) Aliança Patriótica Nacional                                              | centreesquerra   | Quintino Moreira       | 0.5%           | 0 / 220        |
|                 | P-NJANGO        | Partit Nacionalista per a la Justícia a Angola Partido Nacionalista para a Justiça em Angola                  | centredreta      | Eduardo Chingunji      | N/D            | N/D            |
|                 | PHA             | Partit Humanista d'Angola Partido Humanista de Angola                                                         | centreesquerra   | Florbela Malaquias     | N/D            | N/D            |

## Campanya
El 5 d'octubre de 2021, els principals partits d'oposició van anunciar que formaven una coalició denominada Front Patriòtic Unit. Adalberto Costa Júnior, de la Unió Nacional per a la Independència Total d'Angola (UNITA), va ser nominat com a candidat de la FPU per a desafiar al president João Lourenço en les eleccions, segons va confirmar el portaveu del grup, Amandio Capoco. Capoco va descriure l'aliança com “una aliança d'angolesos àvids de canvis”. Adalberto Costa Júnior va respondre anunciant que està llest per a desafiar a João Lourenço, “la nostra pàtria està clamant per canvis”, descrivint un país “afligit per la desesperació i l'empobriment.”
La campanya també es va veure aombrada per la mort de l'expresident José Eduardo dos Santos el 8 de juliol de 2022. No obstant això, va haver-hi una disputa en curs entre la família dos Santos i l'actual president João Lourenço, en la qual la família va acusar el president de persecució i va exigir l'indult de diversos dels fills de dos Santos perquè el cos de José Eduardo dos Santos tornés a Angola per al seu enterrament.
| Partit o Aliança | Partit o Aliança | Eslògan original                        | Traducció                                | Refs   |
| ---------------- | ---------------- | --------------------------------------- | ---------------------------------------- | ------ |
|                  | MPLA             | «A força do Povo»                       | La força del poble                       | [ 16 ] |
|                  | UNITA            | «A hora é Agora»                        | El moment és ara                         | [ 17 ] |
|                  | CASA–CE          | «Per Angola e pèls Angolesos»           | Per Angola i els angolesos               | [ 18 ] |
|                  | PRS              | «Confiante per a governar Angola»       | Confiats a governar Angola               | [ 19 ] |
|                  | APN              | «Quintino de Moreira, o candidat certo» | Quintino de Moreira, el candidat adequat | [ 20 ] |
|                  | P-NJANGO         | «O garant de uma nação justa»           | El garant d'una nació justa              | [ 21 ] |
|                  | PHA              | "Humanize Angola"                       | «Humanitzar Angola»                      | [ 22 ] |